# Elena Malõgina
Elena Malõgina (* 27. Mai 2000) ist eine estnische Tennisspielerin.

## Karriere
Malõgina spielt bislang vorrangig auf der ITF Women’s World Tennis Tour, wo sie bisher drei Titel im Einzel und elf im Doppel gewinnen konnte.
Für die estnische Fed-Cup-Mannschaft hat sie seit dem Jahr 2018 bislang 20 Partien bestritten, von denen sie 5 gewinnen konnte.

## Turniersiege

### Einzel
| Nr. | Datum             | Turnier            | Kategorie | Belag             | Finalgegnerin        | Ergebnis       |
| --- | ----------------- | ------------------ | --------- | ----------------- | -------------------- | -------------- |
| 1.  | 10. November 2019 | Pärnu              | ITF W15   | Hartplatz (Halle) | Jekaterina Kasionowa | 6:4, 1:6, 7:5  |
| 2.  | 8. Dezember 2019  | Jablonec nad Nisou | ITF W15   | Teppich (Halle)   | Miriam Kolodziejová  | 6:4, 7:5       |
| 3.  | 1. August 2021    | Savitaipale        | ITF W15   | Sand              | Emily Seibold        | 4:6, 7:63, 6:2 |

### Doppel
| Nr. | Datum            | Turnier      | Kategorie   | Belag             | Partnerin                  | Finalgegnerinnen                            | Ergebnis         |
| --- | ---------------- | ------------ | ----------- | ----------------- | -------------------------- | ------------------------------------------- | ---------------- |
| 1.  | 28. Oktober 2017 | Stockholm    | ITF $15.000 | Hartplatz (Halle) | Anastasia Kulikova         | Malene Helgø Fanny Östlund                  | 6:2, 7:5         |
| 2.  | 4. August 2018   | Savitaipale  | ITF $15.000 | Sand              | Polina Bachmutkina         | Astrid Wanja Brune Olsen Malene Helgø       | 6:4, 1:6, [10:5] |
| 3.  | 21. Juli 2019    | Pärnu        | ITF W15     | Sand              | Anastasia Kulikova         | Saara Orav Katriin Saar                     | 3:6, 6:2, [5:10] |
| 4.  | 20. März 2021    | Bratislava   | ITF W15     | Hartplatz (Halle) | Alice Robbe                | Nina Potočnik Iva Primorac                  | 7:62, 6:2        |
| 5.  | 27. März 2021    | Bratislava   | ITF W15     | Hartplatz (Halle) | Alice Robbe                | Tereza Smitková Veronika Vlkovská           | 3:6, 6:3, [10:5] |
| 6.  | 15. Januar 2022  | Bath         | ITF W25     | Hartplatz (Halle) | Caijsa Hennemann           | Arina Gabriela Vasilescu Emily Webley-Smith | 6:4, 6:3         |
| 7.  | 23. Juli 2022    | Darmstadt    | ITF W25     | Sand              | Alice Robbe                | Jéssica Bouzas Maneiro Leyre Romero Gormaz  | 7:5, 7:5         |
| 8.  | 8. Oktober 2022  | Sozopol      | ITF W25     | Hartplatz         | Irina Chromatschowa        | Ilona Georgiana Ghioroaie Rebeka Stolmár    | 7:63, 6:2        |
| 9.  | 4. November 2023 | Sunderland   | ITF W25     | Hartplatz (Halle) | Freya Christie             | Mariam Bolkwadse Samantha Murray Sharan     | 6:0, 4:6, [10:4] |
| 10. | 25. Mai 2024     | Annenheim    | ITF W55     | Sand              | Laura Hietaranta           | Nika Radišić Daniela Vismane                | 3:6, 6:3, [10:6] |
| 11. | 1. November 2024 | Loughborough | ITF W35     | Hartplatz (Halle) | Valentini Grammatikopoulou | Ella McDonald Ranah Akua Stoiber            | kampflos         |